# 喬爾諾古茲卡河
喬爾諾古茲卡河（烏克蘭語：Чорногузка），是烏克蘭的河流，位於該國西北部，屬於斯特里河的左支流，發源自布布尼夫附近，流經沃倫州，河道全長54公里，流域面積552平方公里。